# ВИЧ-статус
Реакция на тесты к вирусу ВИЧ у людей. Статус может быть отрицательным, сомнительным и положительным. 
1. Отрицательный характеризуется отсутствием антител по результатам анализа ИФА.
2. Сомнительным при положительной реакции на анализ ИФА и наличии одной или нескольких полос при анализе иммуноблот, недостаточны, чтобы считать анализ подтверждённым.
3. Положительным (позитивным) считается статус при положительной реакции на анализ ИФА и подтверждённом анализе иммуноблот.